# Leucopogon oppositifolius
Leucopogon oppositifolius är en ljungväxtart som beskrevs av Otto Wilhelm Sonder. Leucopogon oppositifolius ingår i släktet Leucopogon och familjen ljungväxter. Inga underarter finns listade i Catalogue of Life.